# Lubeník
Lubeník je obec v okrese Revúca v Banskobystrickém kraji na Slovensku. Leží v Revúcké vrchovině asi 7 km jihovýchodně od Revúce. Žije zde přibližně 1 300 obyvatel. Rozloha katastrálního území obce činí 5,8 km². K obci patří osady Chyžnianska Voda, Marvan, Kolónia a Majer.

## Historie
První písemná zmínka o obci pochází z roku 1281. Od poloviny 20. století se stal Lubeník průmyslovou obcí, známou těžbou magnezitu. U obce vznikl závod na těžbu a zpracování magnezitu, ktery přinesl zlepšení infrastruktury.

## Památky
- Vesnická zvonice, zděná stavba s dřevěnou nástavbou na půdorysu obdélníka. Ukončena je barokní helmicí.

## Doprava
Obcí vede silnice II/532 (Tornaľa - Revúca). Doprava na železniční trati Plešivec - Muráň byla pozastavena.